# Perinthus bolivari
Perinthus bolivari är en skalbaggsart som beskrevs av Charles Hamilton Seevers 1946. Perinthus bolivari ingår i släktet Perinthus och familjen kortvingar. Inga underarter finns listade i Catalogue of Life.